# 55 Cancri b
55 Cancri b (abreviado como 55 Cnc b), ocasionalmente referido como 55 Cancri Ab (a fim de distingui-lo da estrela 55 Cancri B), também chamado de Galileu, é um planeta extrasolar que orbita a estrela de tipo solar 55 Cancri a cada 14,65 dias. É o segundo planeta em ordem de distância de sua estrela e é um exemplo de um Júpiter quente.
Em julho de 2014, a União Astronômica Internacional começou um processo para dar nomes próprios para certos exoplanetas e suas estrelas-mãe. O processo envolveu a nomeação e votação pública para os novos nomes. Em dezembro de 2015, a UAI anunciou o nome vencedor, Galileu, para esse planeta. O nome vencedor foi sugerido pela Associação Real dos Países Baixos para Meteorologia e Astronomia, situada nos Países Baixos. O nome homenageia o astrônomo e físico Galileu Galilei, do início do século XVII.

## Descoberta
55 Cancri b foi descoberto em 1996 por Geoffrey Marcy e Paul R. Butler. Ele foi o quarto planeta extrassolar a ser descoberto, excluindo os planetas de pulsar. 55 Cancri b foi descoberto a partir da detecção de variações na velocidade radial de sua estrela, causadas pela gravidade do planeta. Ao fazer medições sensíveis do efeito Doppler do espectro de 55 Cancri A, uma periodicidade de 15 dias foi detectada. O planeta foi anunciado em 1996, juntamente com o planeta de Tau Boötis e com o planeta mais interior de Upsilon Andromedae.
Mesmo quando este planeta interior, com uma massa pelo menos 78% maior do que a de Júpiter, foi contabilizado, a estrela ainda mostrava variações em sua velocidade radial. Isso eventualmente levou à descoberta do planeta exterior 55 Cancri d em 2002.

## Órbita e massa
55 Cancri b está em uma órbita de curto período, embora não tão extremo quanto o do Júpiter quente anteriormente detectado, 51 Pegasi b. O período orbital indica que o planeta está perto de uma ressonância orbital 1:3 com 55 Cancri c. No entanto,  investigações dos parâmetros planetários em uma simulação newtoniana indicam que, apesar dos períodos orbitais estarem próximos a esta relação, os planetas não estão realmente em ressonância.
Uma limitação do método de velocidade radial usado para descobrir o planeta é que apenas pode ser determinado um limite inferior para a sua massa. Medições feitas com o Telescópio espacial Hubble sugerem que o planeta exterior tem uma inclinação em torno de 53° em relação ao plano do céu. Também se espera que o sistema seja coplanar. Se tudo isto se confirmar, a massa verdadeira do planeta será cerca de 1,03 vezes a massa de Júpiter.

## Características
Dada a elevada massa do planeta, é provável que 55 Cancri b seja um planeta gasoso sem uma superfície sólida. Dado que o planeta apenas foi detectado indiretamente, propriedades tais como o seu raio, composição, e temperatura são desconhecidas. Assumindo uma composição similar à de Júpiter e que seu ambiente está perto de um equilíbrio químico, prevê-se que 55 Cancri b tenha uma atmosfera superior sem nuvens com um espectro dominado pela absorção de metais alcalinos.
É improvável que o planeta tenha grandes luas, já que as forças de maré ejetá-las-iam de órbita ou destruí-las-iam em escalas de tempo curtas relativamente à idade do sistema.